# 穆奇
穆奇，是匈牙利托尔瑙州所辖的一个村，总面积24.76平方公里，总人口470，人口密度19.0人/平方公里（2010年1月1日）。